# Pomnik 68 Pułku Piechoty we Wrześni

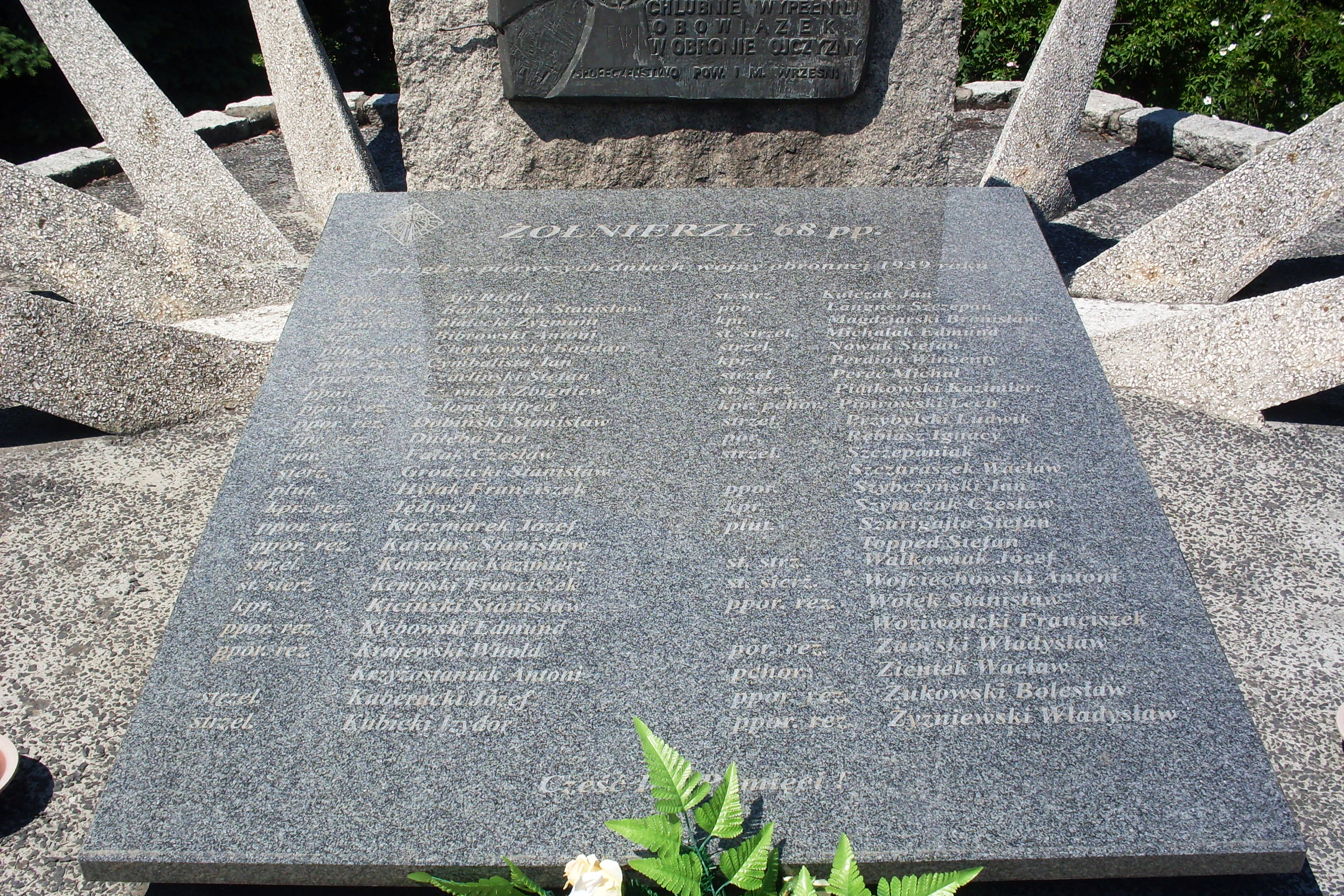
Granitowa tablica u stóp głazu

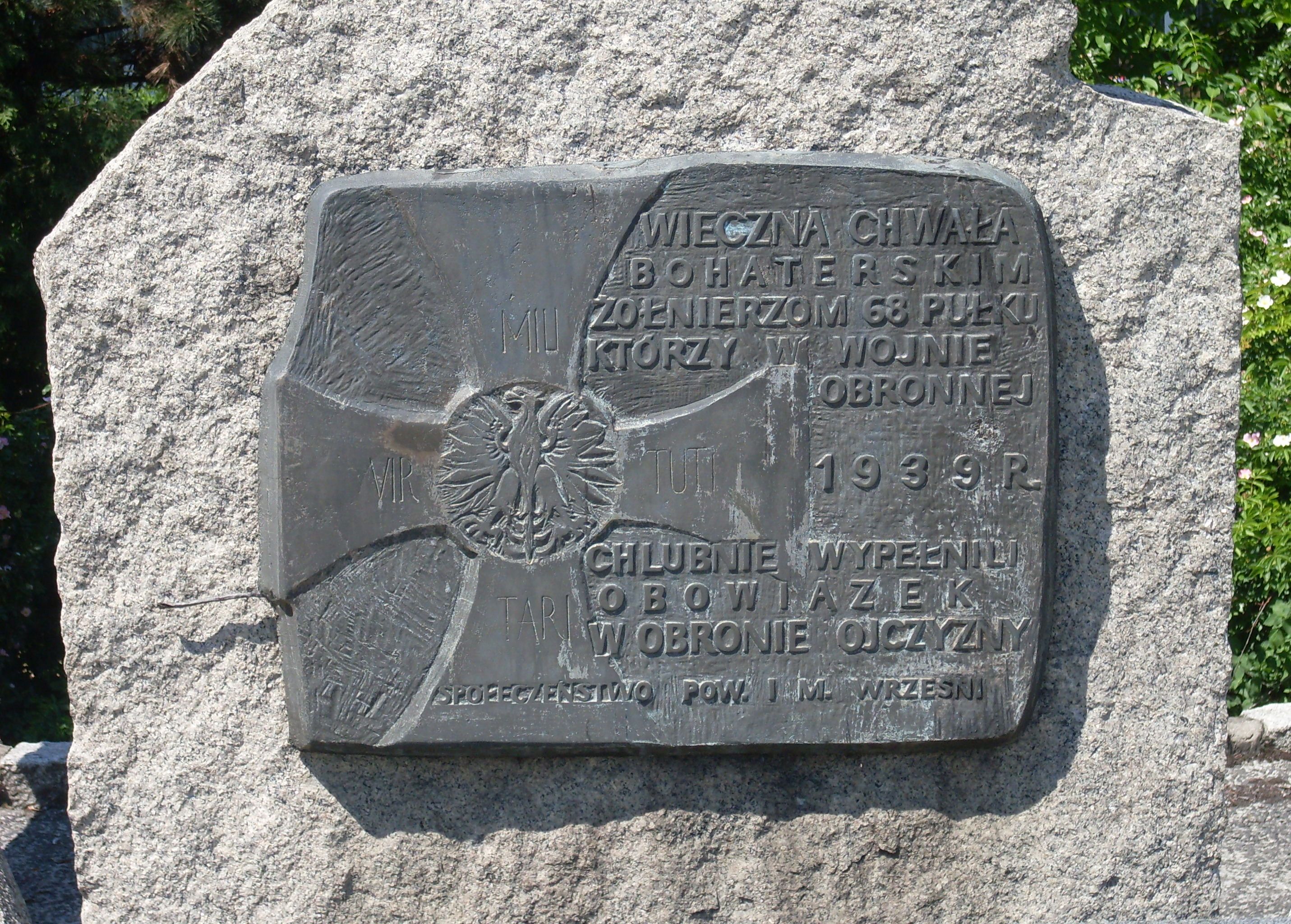
Metalowa tablica na głazie

Pomnik 68 Pułku Piechoty we Wrześni – pomnik znajdujący się we Wrześni przy skrzyżowaniu ulicy Słowackiego i Wojska Polskiego. Upamiętnia udział żołnierzy 68 pułku piechoty, który stacjonował w latach II Rzeczypospolitej we Wrześni, w wojnie obronnej Polski we wrześniu 1939.

## Historia
Pomnik powstał z inicjatywy Koła Miłośników Ziemi Wrzesińskiej w celu uczczenia pamięci poległych żołnierzy 68 pułku piechoty w kampanii wrześniowej 1939. Odsłonięcie pomnika miało miejsce 20 października 1974. W imieniu egzekutywy Komitetu Wojewódzkiego Polskiej Zjednoczonej Partii Robotniczej dokonał tego Józef Cichowlas – I sekretarz Komitetu Powiatowego. Szczególnym momentem w trakcie uroczystości było zapalenie symbolicznego znicza przez żony poległych nad Bzurą żołnierzy: sierżanta Franciszka Kempskiego i Franciszka Bulińskiego. Uroczystość została przygotowana i przeprowadzona dzięki pomocy finansowej wrzesińskiego Cechu Rzemiosł Różnych, Spółdzielni Inwalidów, Zakładu Stokbet, Przedsiębiorstwa Budownictwa Rolniczego we Wrześni i Państwowego Gospodarstwa Rolnego Chwalibogowo. W 1984 nastąpiła przebudowa pomnika, w wyniku której uzyskał obecny wygląd.

## Opis
Pomnik ma postać ostrokołu pośrodku którego znajduje się granitowy głaz. Na głazie znajduje się metalowa tablica, na której umieszczono stylizowany wizerunek Orderu Virtuti Militari z orłem bez korony oraz napis: WIECZNA CHWAŁA BOHATERSKIM ŻOŁNIERZOM 68 PUŁKU KTÓRZY W WOJNIE OBRONNEJ 1939 R. CHLUBNIE WYPEŁNILI OBOWIĄZEK W OBRONIE OJCZYZNY. SPOŁECZEŃSTWO POW. I M. WRZEŚNI. Metalowy złom na tablicę zebrano na polach bitwy nad Bzurą, odlew według projektu A. Krzemińskiej wykonali studenci Politechniki Szczecińskiej. U stóp głazu znajduje się granitowa tablica z nazwiskami żołnierzy 68 Pułku Piechoty w kolejności alfabetycznej, którzy polegli w pierwszych dniach wojny obronnej 1939 roku. Do pomnika powadzą schody, na których umieszczono granitową kostką brukową napis: 68 PUŁK PIECHOTY 1919-1939. Na tablicy wyryta jest również odznaka pułku. Z lewej strony pomnika znajduje się znicz, którego podstawa z lastriko nawiązuje do róży Porajów znajdującego się w herbie Wrześni. Po prawej stronie pomnika zlokalizowany jest maszt z flagą Polski.

## Upamiętnienie 68 pułku piechoty we Wrześni
68 pułk piechoty upamiętnia we Wrześni prócz pomnika:
- ulica 68 Pułku Piechoty (położona pomiędzy ul. Generała Tadeusza Kutrzeby i ul. Powstańców Wielkopolskich),
- ulica majora Stanisława Culica, dowódcy pułku po bitwie nad Bzurą, który przeprowadził pułk do Warszawy i dowodził nim do kapitulacji stolicy 28 września 1939 (położona pomiędzy ul. Generała Tadeusza Kutrzeby i ul. Powstańców Wielkopolskich),
- ulica generała Tadeusza Kutrzeby – dowódcy Armii Poznań,
- ulica Wojska Polskiego.

## Miejsca pamięci w pobliżu
W pobliżu pomnika znajdują się następujące miejsca pamięci:
- głaz z tablicą poświęconą żołnierzom II Korpusu gen. Władysława Andersa (przed budynkiem Zespołu Szkół Politechnicznych im. Bohaterów Monte Cassino),
- tablica poświęcona profesorowi Edwardowi Jakubowskiemu, żołnierzowi spod Monte Cassino (na paterze nowego budynku Zespołu Szkół Politechnicznych im. Bohaterów Monte Cassino).